# そよら三田フラワータウン
そよら三田フラワータウン（そよらさんだふらわーたうん）は、兵庫県三田市弥生が丘に開業予定の都市型ショッピングセンターである。
前身のフローラ88についてはフローラ88ショッピングセンターを参照。

## 概要
閉館したフローラ88ショッピングセンターの跡地に建設される。新築としては兵庫県初のそよらとなり、合わせて初の3階建てとなる。

## 沿革
- 1988年（昭和63年）
  - 6月24日 - 前身のフローラ88が開業。
- 2025年（令和7年）
  - 2月28日 - 前身のフローラ88が老朽化や業績不振のため、閉館。

- 2027年（令和9年）
  - 春 - 再開業予定[1]。

## テナント
核店舗となるイオンスタイル、フラワータウン市民センター以外は現時点で不明。

## フロア構成
| 階  | フロア概要                           |
| --- | ------------------------------------ |
| 3階 | 行政施設(フラワータウン市民センター) |
| 2階 | イオンスタイル(H&BC)・専門店         |
| 1階 | イオンスタイル・専門店               |